# Caromb
Caromb är en kommun i departementet Vaucluse i regionen Provence-Alpes-Côte d'Azur i sydöstra Frankrike. Kommunen ligger i kantonen Carpentras-Nord som tillhör arrondissementet Carpentras. År 2022 hade Caromb 3 469 invånare.

## Befolkningsutveckling
Antalet invånare i kommunen Caromb
| Referens: INSEE |